# コレマツ対アメリカ合衆国事件
フレッド・コレマツ対アメリカ合衆国事件（フレッド・コレマツたいアメリカがっしゅうこくじけん）は、第二次世界大戦中の日系人の強制収容の適法性について、アメリカ合衆国最高裁判所で争われた裁判である。日系アメリカ人であるフレッド・コレマツが日系アメリカ人の強制収容は違憲と主張し提訴したことから、この裁判は始まったが、最終的には1944年に違憲ではないとの判断が下った。この判決自体は現在でも覆ってはいないが、2011年にはアメリカ合衆国司法省が公式的に過ちだったことを認めた。
合衆国政府としては、1988年にロナルド・レーガン大統領が「市民の自由法（日系アメリカ人補償法）」に署名した際に、強制収容を受けた日系人に対して謝罪を表明している。